# Ceratomyxa ellipsoidea
Ceratomyxa ellipsoidea is een microscopische parasiet uit de familie Ceratomyxidae. Ceratomyxa ellipsoidea werd in 2002 beschreven door Kovaljova, Rodjuk & Grudney. 